# Barış Manço

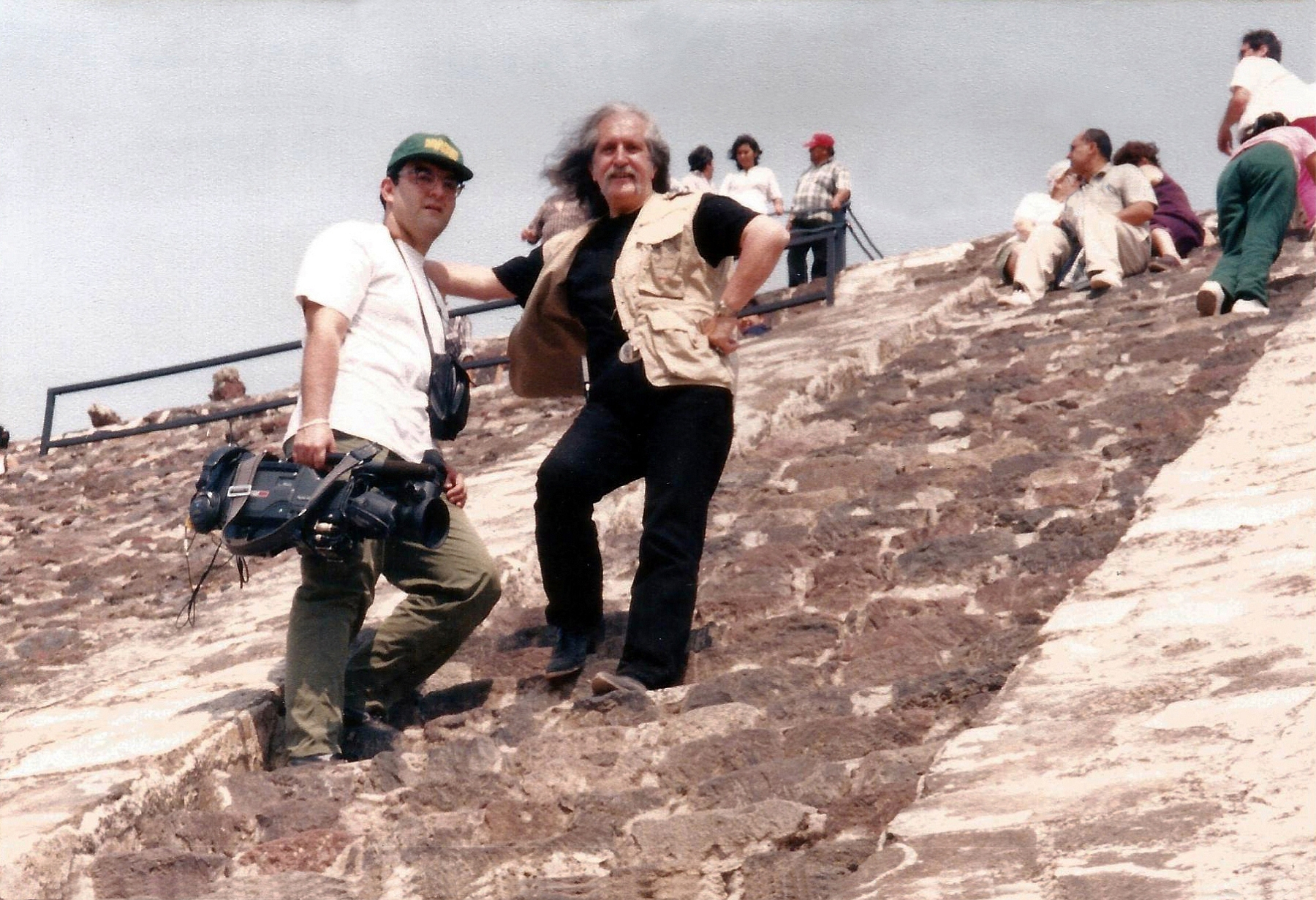
Erkan Umut en Barış Manço in Mexico, 1998

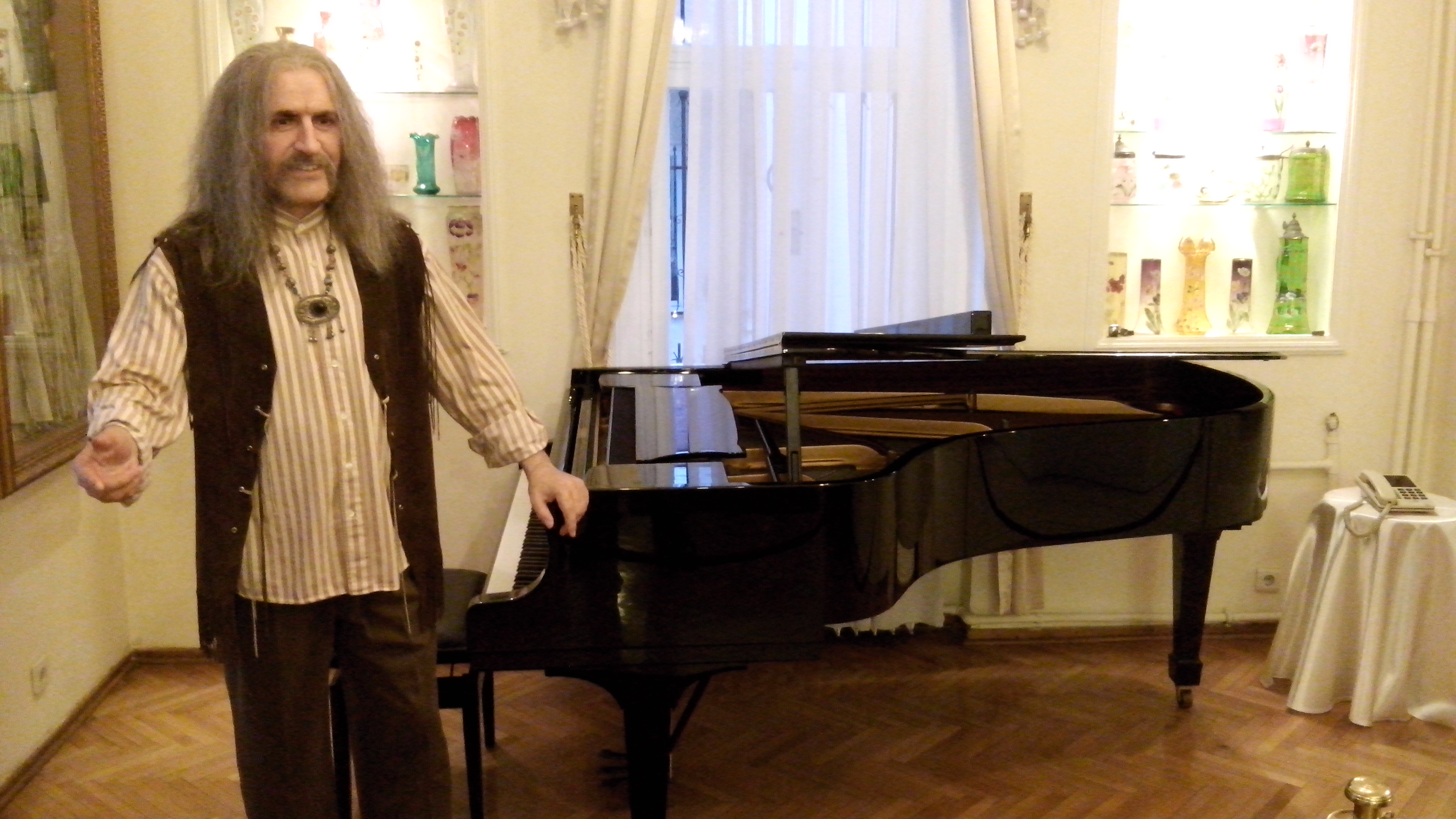
Wassen beeld in een museum (in de woning van Barış Manço)

Barış Manço (op niet-Turkse albums soms gespeld als Baris Mancho) (Üsküdar, 2 januari 1943 – Kadıköy, 1 februari 1999) was een Turks rockzanger, songwriter en televisieproducent. Manço heeft ongeveer 200 liedjes op zijn naam staan, waarvan een aantal is vertaald in onder andere het Engels, Japans, Grieks, Bulgaars, Roemeens, Perzisch, Arabisch en Hebreeuws. Zelf sprak hij vloeiend Turks, Frans, Japans en Engels.

## Biografie
Barış Manço werd geboren in Üsküdar. Zijn moeder, Rikkat Uyanık, was begin jaren veertig in Turkije een beroemde zangeres. Zijn oudere broer heet Savaş ("Oorlog" in het Turks), terwijl Barış juist "Vrede" betekent. Zijn ouders kozen deze namen vanwege het gaande zijn en eindigen van de Tweede Wereldoorlog. Na zijn middelbare school in Turkije vertrok hij in 1963 naar Parijs, waar hij enkele bands formeerde en Franstalige, Engelstalige en Turkse nummers mee opnam. Met zijn band Les Mistigris toerde hij tot 1967 door onder andere België, Frankrijk, Duitsland en Turkije. Sinds een auto-ongeluk in 1967 droeg hij een lange snor ter verhulling van het litteken, dat op zijn bovenlip was ontstaan.
Manço geldt als een van de invloedrijkste popmuzikanten van Turkije. Tussen 1970 en 1990 bracht hij continu succesvolle platen uit, in het begin veelal psychedelische-rockplaten en de laatste jaren met synthesizers en discoachtige clips. Zijn beroemdste plaat was Sözüm Meclisten Dışarı, die hij in 1981 met de band Kurtalan Ekspres uitbracht en waarop vele hits stonden. Hij was niet alleen populair bij volwassenen, maar ook bij kinderen. Hij was ook presentator van een televisieprogramma voor kinderen. Manço heeft met zijn muziek ook geprobeerd door te breken buiten Turkije, maar behalve bij Turken in Europa werd hij enkel beroemd in Japan en Korea, waar hij in 1995 rondtoerde en verscheidene televisie-optredens gaf.
Manço overleed geheel onverwacht op 31 januari 1999 aan een hartinfarct. Zijn laatste album, Mançoloji (Mançology or Manchology), was net klaar en stond op het punt van verschijnen.